# Memecylon basilanense
Memecylon basilanense är en tvåhjärtbladig växtart som beskrevs av Elmer Drew Merrill. Memecylon basilanense ingår i släktet Memecylon och familjen Melastomataceae. Inga underarter finns listade i Catalogue of Life.